# Naturschutzgebiet Krüselinsee und Mechowseen
Koordinaten: 53° 16′ 24″ N, 13° 25′ 12,5″ O

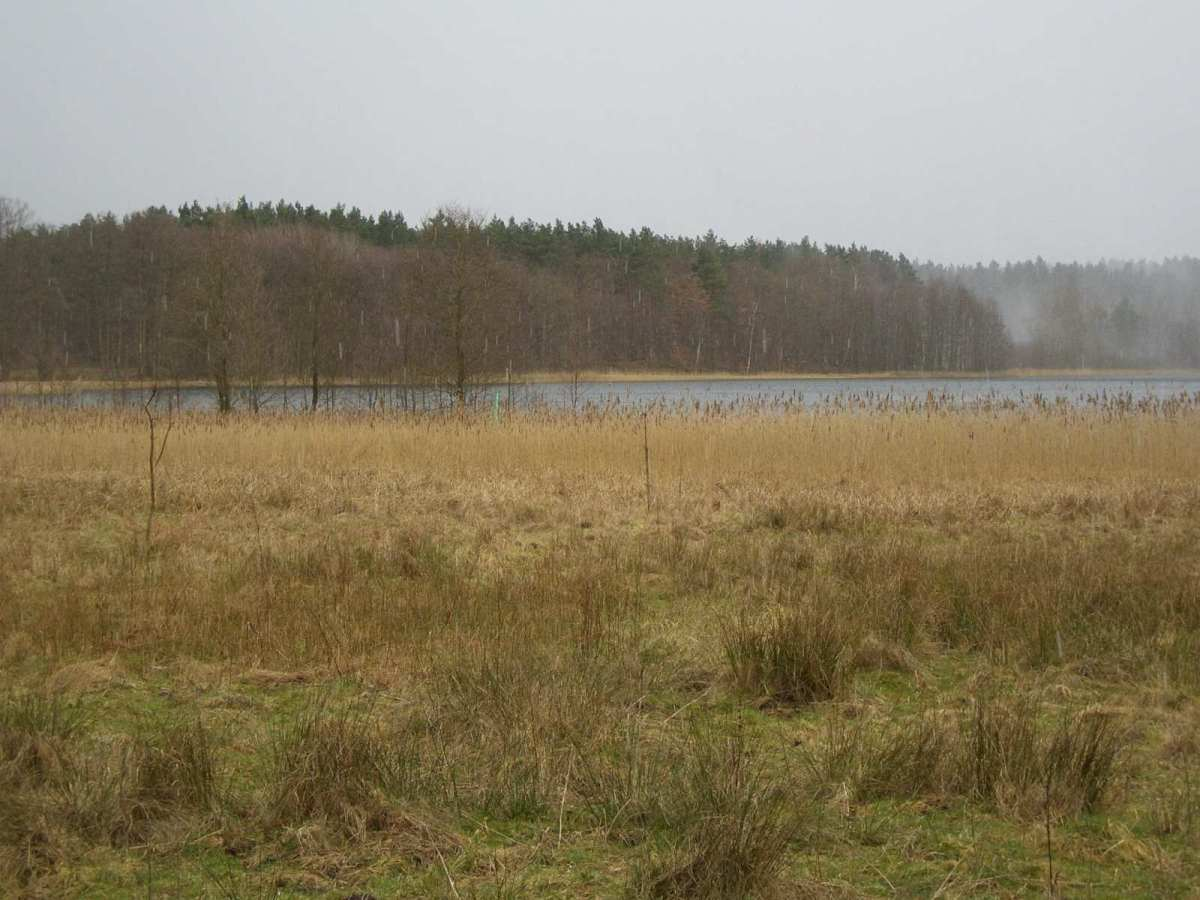
Weutschsee mit Uferbereich

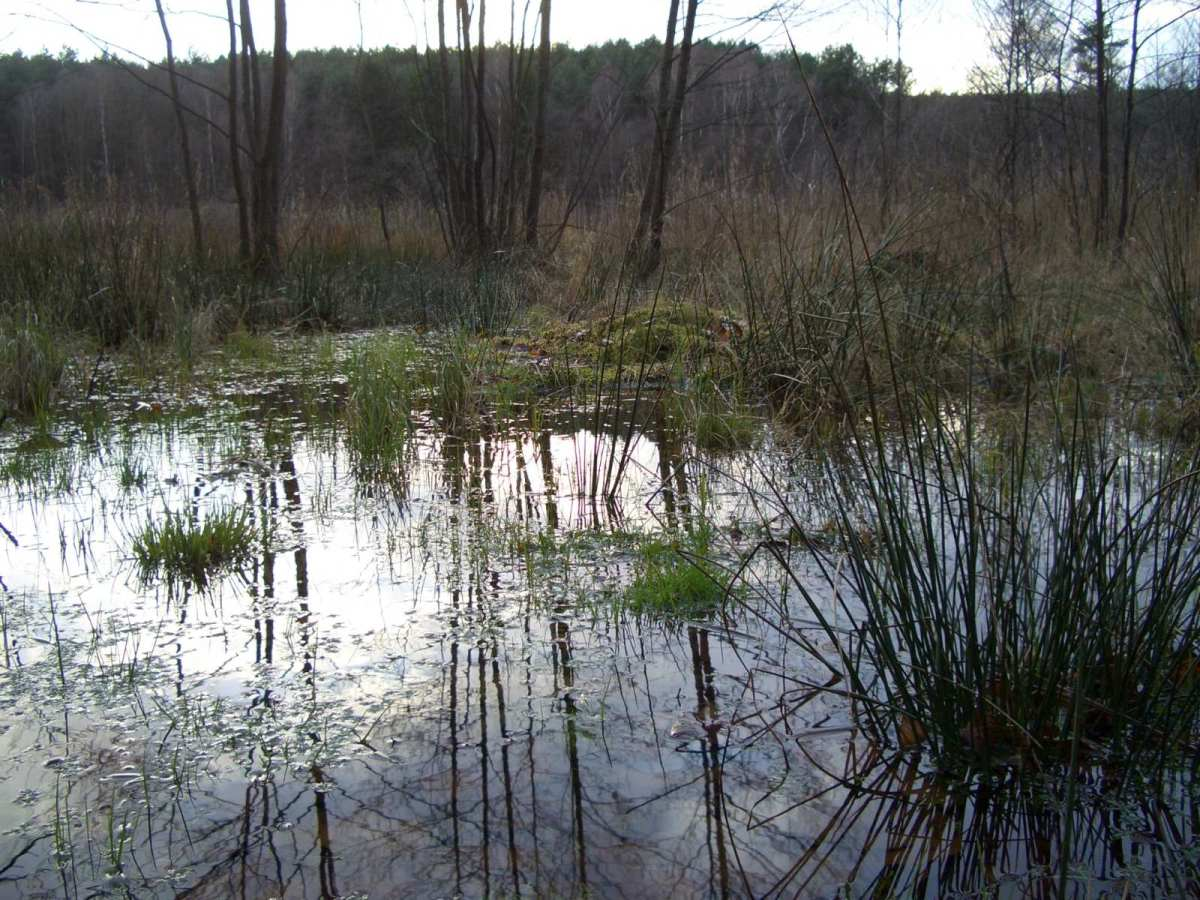
Rohrpöhle

Das Naturschutzgebiet Krüselinsee und Mechowseen ist ein 500 Hektar umfassendes Naturschutzgebiet in Mecklenburg-Vorpommern, acht Kilometer südlich von Feldberg. Der Krüselinsee wurde am 8. Januar 1972 unter Schutz gestellt, die rechtliche Festsetzung des gesamten Gebiets erfolgte am 16. August 1994.
Der Schutzzweck besteht im Erhalt eines strukturreichen Wald-, Moor- und Seengebietes. Es umfasst dabei kalkhaltige mesotrophe Seen wie den Krüselinsee, den Kleinen Mechowsee, den Großen Mechowsee, den Weutschsee und den Waschsee, wobei erstgenannter zum seltenen Typ der Quellseen zählt, weiterhin ein, als Made bezeichnetes, nährstoffarmes Moor mit Kolk, kleinflächige Bestände von Alt-Kiefern und extensiv bewirtschaftete Feuchtwiesen und Trockenrasen.
Der Krüselinsee weist im Nordteil starke Quellen auf, die aus dem höher liegenden Dreetzsee gespeist werden. Der starke Wasserdurchfluss des Sees bewirkt eine gleichbleibend gute Wasserqualität. Das Naturschutzgebiet befindet sich im Naturpark Feldberger Seenlandschaft und ist nach EU-Recht als gleichnamiges FFH-Gebiet eingestuft. Der aktuelle Gebietszustand wird trotz der Nährstoffeinträge aus umliegenden landwirtschaftlichen Flächen als gut angesehen, jedoch sind neun Pflanzenarten als Folge in den letzten 40 Jahren im See verschwunden. Die Wanderwege sind ein touristisches Hauptziel in der Feldberger Seenlandschaft und ermöglichen Einblicke in das Naturschutzgebiet.

## Geschichte
Die Flächen wurden entscheidend durch die letzte Eiszeit geprägt, die zwei Rinnen im Bereich des heutigen Schutzgebiets ausschürfte, in der die beiden Seenketten Krüselin- und Mechowseen sowie – weiter westlich – Rohrpöhle, Weutsch- und Waschsee liegen. Der Bereich des Krüselinsees war bereits zu slawischer Zeit besiedelt. Im Bereich der heutigen Krüseliner Mühle wurden Staue und eine Wassermühle errichtet. Westlich des Ortes Mechow wurden im 16. Jahrhundert umfangreiche Rodungen vorgenommen, so dass die Flächen waldfrei lagen. Ende des 18. Jahrhunderts wurden diese Bereiche aufgeforstet. Weutsch- und Großer Mechowsee wurden durch einen Graben verbunden. Die landwirtschaftlichen Flächen westlich der Krüseliner Mühle wurden bis 1990 intensiv landwirtschaftlich genutzt. Heute werden sie als Weide bewirtschaftet. In der Rohrpöhle und dem Weutschsee wurden zu DDR-Zeiten Karpfen gehalten, was sich stark nachteilig auf die Wasserqualität auswirkte.

## Pflanzen- und Tierwelt
Seltene Armleuchteralgen-Grundrasen sind im Krüselin- und Mechowsee zu finden, die je nach Sichttiefe im Krüselinsee bis in zehn Meter Tiefe reichen. An den Rändern der Seen und Moore wachsen Breitblättriges Knabenkraut, Trollblumen und Fieberklee. Fisch- und Seeadler, Kranich, Rohrdommel, Tüpfelralle und Waldwasserläufer kommen vor, Fischotter leben im Gebiet. Im Krüselinsee wurde der seltene Steinbeißer nachgewiesen. Zahlreiche Libellenarten finden im Naturschutzgebiet einen Lebensraum, darunter Spitzenfleck, Gebänderte und Blauflügelprachtlibelle, Grüne Mosaikjungfer, Östliche und Große Moosjungfer sowie die sehr seltene Zierliche Moosjungfer.